# Eric Maskin
Eric Stark Maskin (født 12. december 1950 i New York City) er en amerikansk økonom. Han er professor ved Harvard University og modtog i 2007 Nobelprisen i økonomi sammen med Leonid Hurwicz og Roger Myerson "for at have lagt fundamentet til teorien bag mekanisme-design".

## Baggrund
Eric Maskin blev født i en jødisk familie i New York i 1950. Han voksede op i Alpine i New Jersey. Han blev uddannet ved Harvard, hvor han fik en Ph.D.-grad i anvendt matematik. Siden 1976 har han været ansat ved Cambridge University i England, ved Massachusetts Institute of Technology (MIT), ved Harvard, ved Princeton University og siden 2011 igen ved Harvard. 

## Forskning
Maskin har arbejdet indenfor en række forskellige områder af økonomisk teori, heriblandt spilteori, teorien om incitamenter og kontraktteori.  Han er især kendt for sit arbejde indenfor mekanismedesign og implementeringsteori, dvs. studiet af, hvordan man kan indrette institutioner, der kan tilskynde aktørerne i en økonomi til at opføre sig på en bestemt måde. Det var for dette arbejde, han sammen med to andre fremtrædende forskere indenfor samme felt modtog Nobelprisen i 2007. 
Maskin var formand for den ansete økonomsammenslutning Econometric Society i 2003.